# Rumänische Eishockeyliga 2022/23
Die Saison 2022/23 war die 93. Spielzeit der rumänischen Eishockeyliga, der höchsten rumänischen Eishockeyspielklasse. Meister wurde zum fünften Mal in der Vereinsgeschichte der CSM Corona Brașov, der im Finale den Meisterrunden-Sieger Steaua Bukarest mit 2:1 Siegen bezwang.

## Teilnehmer
- Steaua Bukarest
- CSM Corona Brașov (Erste Liga)
- HSC Csíkszereda (Erste Liga)
- CSM Dunărea Galați
- Gyergyói HK (Erste Liga)
- Sapientia U23
- Sportul Studențesc
- Háromszéki Ágyúsok

## Modus
In der Vorrunde absolvierte jede der acht Mannschaften insgesamt 28 Spiele. Die drei bestplatzierten Mannschaften qualifizierten sich für die Meisterrunde. Die Teams auf den Plätzen vier bis sieben spielten einen Teilnehmer am kleinen Finale aus, während die beiden erstplatzierten der Meisterrunde den rumänischen Meister im Modus Best-of-Three ausspielten. 
Für einen Sieg nach regulärer Spielzeit erhielt jede Mannschaft drei Punkte, bei einem Sieg nach Overtime gab es zwei Punkte, bei einem Unentschieden einen Punkt und bei einer Niederlage nach regulärer Spielzeit null Punkte.

## Vorrunde
|    | Klub               | Sp | S  | OTS | OTN | N  | Tore    | Punkte |
| -- | ------------------ | -- | -- | --- | --- | -- | ------- | ------ |
| 1. | CSM Corona Brașov  | 28 | 18 | 2   | 0   | 8  | 156:80  | 58     |
| 2. | Gyergyói HK        | 28 | 17 | 1   | 4   | 6  | 164:91  | 57     |
| 3. | Steaua Bukarest    | 28 | 17 | 3   | 0   | 8  | 149:86  | 57     |
| 4. | Dunărea Galați     | 28 | 17 | 1   | 3   | 7  | 217:113 | 56     |
| 5. | HSC Csíkszereda    | 28 | 18 | 1   | 0   | 9  | 160:87  | 56     |
| 6. | Háromszéki Ágyúsok | 28 | 12 | 1   | 2   | 13 | 141:85  | 40     |
| 7. | Sapientia U23      | 28 | 4  | 0   | 0   | 24 | 60:155  | 12     |
| 8. | Sportul Studențesc | 28 | 0  | 0   | 0   | 28 | 51:401  | 0      |

Sp = Spiele, S = Siege, OTS = Siege nach Overtime, OTN = Niederlagen nach Overtime, N = Niederlagen
Erläuterungen: Playoff-Teilnehmer

## Meisterrunde
Die Spiele um die Teilnahme am Meisterschaftsfinale wurden vom 19. März bis zum 6. April in einer Doppelrunde ausgetragen.
|    | Klub              | Sp | S | OTS | OTN | N | Tore  | Punkte |
| -- | ----------------- | -- | - | --- | --- | - | ----- | ------ |
| 1. | Steaua Bukarest   | 4  | 3 | 0   | 0   | 1 | 35:10 | 9      |
| 2. | CSM Corona Brașov | 4  | 3 | 0   | 0   | 1 | 20:10 | 9      |
| 3. | Gyergyói HK       | 4  | 0 | 0   | 0   | 4 | 6:41  | 0      |

Erläuterungen: Final-Teilnehmer

## Qualifikationsrunde
Die Spiele um die Teilnahme am kleinen Finale wurden vom 11. März bis zum 1. April in einer Doppelrunde ausgetragen.
|    | Klub               | Sp | S | OTS | OTN | N | Tore  | Punkte |
| -- | ------------------ | -- | - | --- | --- | - | ----- | ------ |
| 4. | HSC Csíkszereda    | 6  | 5 | 1   | 0   | 0 | 36:11 | 17     |
| 5. | Dunărea Galați     | 6  | 4 | 0   | 0   | 2 | 29:17 | 12     |
| 6. | Háromszéki Ágyúsok | 6  | 2 | 0   | 0   | 4 | 15:19 | 6      |
| 7. | Sapientia U23      | 6  | 0 | 0   | 1   | 5 | 5:38  | 1      |

Erläuterungen: Teilnehmer am kleinen Finale

## Finale
Die Finalspiele wurden im Modus Best-of-Three am 10. April, 12. April und 14. April 2023 ausgetragen.
|                 | Serie |                   | 1   | 2   | 3   |
| Steaua Bukarest | 1:2   | CSM Corona Brașov | 6:4 | 3:9 | 1:7 |

## Kleines Finale
Die beiden qualifizierten Klubs HSC Csíkszereda und Gyergyói HK protestierten gegen die Entscheidung des rumänischen Eishockeyverbandes, keine Play-offs mit Halbfinale und Finale auszutragen und traten nicht zum Halbfinale an.
|                 | Serie |             | 1   | 2   | 3   |
| HSC Csíkszereda | -:-   | Gyergyói HK | -:- | -:- | -:- |